# باشگاه فوتبال هالبریج اسپورت
باشگاه فوتبال هالبریج اسپورت (به انگلیسی: Hullbridge Sports Football Club) یک باشگاه فوتبال در شهر هالبریج، کشور انگلستان است که در سال ۱۹۴۵ میلادی تأسیس شده‌است.